# Конаровский, Михаил Алексеевич
Михаи́л Алексе́евич Конаро́вский (род. 20 июня 1944) — российский дипломат, востоковед. Чрезвычайный и полномочный посол (2003).

## Биография
Окончил Институт восточных языков (ныне Институт стран Азии и Африки) при МГУ им. М. В. Ломоносова (1967) и Дипломатическую академию МИД СССР (1983).
С 1970 года работал на различных должностях в центральном аппарате МИД СССР/РФ и в дипломатических представительствах за рубежом.
- В 1991—1992 годах — научная командировка в Центр международных отношений Гарвардского университета[1].
- В 1994—1998 годах — советник Посольства Российской Федерации в Соединённых Штатах Америки.
- В 1998—2001 годах — заместитель директора Второго департамента Азии МИД Российской Федерации.
- С 21 марта 2001 по 21 февраля 2002 года — чрезвычайный и полномочный посол Российской Федерации в Демократической Социалистической Республике Шри-Ланка[2][3].
- С 29 июня 2001 по 21 февраля 2002 года — чрезвычайный и полномочный посол Российской Федерации в Мальдивской Республике по совместительству[3][4].
- С 21 февраля 2002 по 17 февраля 2004 года — чрезвычайный и полномочный посол Российской Федерации в Исламском Государстве Афганистан[5][6].
- С 17 февраля 2004 по 23 июля 2009 года — чрезвычайный и полномочный посол Российской Федерации в Республике Хорватия[7][8].
- В 2010—2012 годах — заместитель генерального секретаря Шанхайской организации сотрудничества.
- С апреля 2013 года — ведущий научный сотрудник Института международных исследований МГИМО.
- В 2016—2018 годах — советник Секретариата Шанхайской организации сотрудничества (г.Пекин).

## Научная деятельность
Кандидат исторических наук, член-корреспондент РАЕН (секция геополитики), член Союза писателей России, Член Российского совета по международным делам (РСМД). Автор научных публикаций по проблемам международных отношений и многосторонней дипломатии России, на Среднем Востоке, в Центральной Азии и Азиатско-Тихоокеанском регионе.

## Награды
- Орден «Знак Почёта»
- Орден князя Трпимира (Хорватия)
- Орден «Слава» (Афганистан)[9]
- Медаль «За трудовую доблесть»
- Нагрудный знак «Почётный работник Министерства иностранных дел Российской Федерации»
- Юбилейная медаль «10 лет Шанхайской организации сотрудничества»
- Орден Почёта (2 октября 2003) — за большой вклад в разработку и реализацию внешнеполитического курса Российской Федерации[10]
- Орден Дружбы (16 апреля 2009) — за большой вклад в реализацию внешнеполитического курса Российской Федерации и многолетнюю добросовестную работу[11]
- Нагрудный знак МИД России «За вклад в международное сотрудничество» №609 от 21 мая 2019 г.

## Дипломатический ранг
- Чрезвычайный и полномочный посланник 2 класса (11 марта 2001)[12]
- Чрезвычайный и полномочный посол (5 марта 2003)[13]

## Выборочные публикации и статьи
- Страна гор и легенд (очерки об Афганистане). — Москва. Издательство Наука. 1979
- Русско-пушту-дари словарь (в соавторстве с К. А. Лебедевым и Л. С. Яцевич). — Москва. Издательство Русский язык. 1983, 1985, 2002 (ISBN 5-200-03200-8), 2009 (ISBN 978-5-9576-0395-5, 978-5-358-06686-1) гг.
- Портрет (сборник переводов прозы афганских авторов). — Москва. Издательство Прогресс. 1985
- «Дорога в семь тысяч дней»[14]. — Москва, «Арктика 4Д», 2015 — 460 с.
- Афганистан на рубеже веков. Московский государственный институт международных отношений (университет) Министерства иностранных дел Российской Федерации, Институт международных исследований, Центр исследований Восточной Азии и ШОС. — Москва: МГИМО-Университет, 2020. — 355, [2] с. : ил.
- Переводы прозы афганских писателей в журнале «Азия и Африка сегодня» № 7, 1986 г., сборниках «Восточный альманах» вып.6. — Москва, 1978 и «Караван в горах». — Москва, 1988
- Russian Federation’s Foreign Policy Options in the Southern Tier. The CFIA Fellows Papers. June 1992.
- Russia and the Muslim States of Central Asia and Afghanistan. In: Islam, Muslims and the Modern State. The Mac Milan Press Ltd. — London. 1994.
- Russia and the Emerging Geopolitical Order in Central Asia. In: The Geopolitics of Central Asia and Its Borderlands. Edited by Ali Benuazizi and Myron Weiner. Indiana University Press. 1994.[15]
- Russia and Prospects of Security Cooperation in North East Asia. The Sejong Institute. Occasional Paper Series. № 2000-1. —Seoul. ROK.
- Превентивная дипломатия в Азиатско-Тихоокеанском регионе: проблемы и перспективы. В журнале ORIEN. РАН № 5. 2001 г. (ISSN 08691908)[16]
- Россия и транснациональные угрозы в Азии. В сборнике «Азиатско-Тихоокеанский регион и Центральная Азия: контуры безопасности». Учебное пособие. Под ред. А. Д. Воскресенского и Н. П. Малетина. — Москва. МГИМО (У) МИД России. 2001 г.[17]
- Превентивная дипломатия в АТР. В сборнике «Азиатско-Тихоокеанский регион и Центральная Азия: контуры безопасности». Учебное пособие. Под ред. А. Д. Воскресенского и Н. П. Малетина. — Москва. МГИМО (У) МИД России. 2001 г.[17]
- Russia and NATO Cooperation and Dilemmas. In: International Summer School, Yearbook. Spain, Croatia. 2006.
- Россия на мировых рынках (экономическая дипломатия современной России). Rusko sirenje na sveyso tryste. Jutarnje List. — Zagreb 28.02.2007.
- Central Asia and War Against Terrorism: Russian Prospective. In: Islam, Oil and Central Asia after September 11. Ed. by Elizabeth Wie Davis and Rouben Azizian. Rowman & Littlefield Publisher Inc. UK. 2007.[18]
- SCO' Dilemma in Tackling Afghan Drug Trafficking and Its Options. In: China International Studies. September/October 2011.[19]
- Шанхайская организация сотрудничества и проблема афганских наркотиков. Современный Афганистан. Сборник статей. Институт востоковедения РАН, Институт Ближнего Востока. — Москва. 2011 г.
- Afghanistan: Dilemmas in the aftermath of «Bonn-2011» (ит. Afghanistan: i dubbi del dopo Bonn 2011)[20]
- Афганистан на пороге перемен. «Международная жизнь», № 2. 2012 г.[21]
- Афганистан после 2014. Журнал GLOBE (на кит.языке) № 6. — Пекин. 2012
- Афганистан в политических оценках и практической деятельности ШОС. «Проблемы национальной стратегии», № 2 (17), 2013
- Итоги афганской операции НАТО и сценарии для России. «Международная жизнь», № 8, 2013
- Некоторые военно-политические аспекты операции США и НАТО в Афганистане. «Актуальные проблемы Европы (Научный журнал). НАТО и ЕС: опыт кризисного реагирования», № 3. 2013 г.
- «Афганистан на грани. Чего ждать России после ухода войск НАТО». «Россия в глобальной политике», № 3 май/июнь 2014
- «Нам легко судить из дня сегодняшнего». «Россия в глобальной политике», № 3 (рубрика «Языком дипломатии»), 23 августа 2014 г.
- «Афганский перевал: что он значит для России?». «Российская Федерация сегодня», № 18, 2014
- «Усадьба мостуфи» (к истории советского посольства в Кабуле). «Международная жизнь», № 5, 2014
- «Афганистан и новая неопределенность». «Россия в глобальной политике», № 6 2014[22]
- «Афганский симптом». «Коммерсант. Власть», № 47 30 ноября 2015 г.[23]
- «Перспективы национального примирения в Афганистане». «Международная жизнь», № 4 2016 г.[24]
- «Россия — ШОС: некоторые элементы стратегии». «Вестник международных организаций», ВШЭ, 2016. Т.11. № 4. С. 149-161
- «Афганистан после 2014 года». «Вестник международных организаций», ВШЭ, 2017. Т. 12. № 3. С. 242–253. DOI: 10.17323/1996-7845-2017-03-242[25]
- "Афганский дневник. Год 2002-й". Международная аналитика. М.: ИМИ МГИМО МИД России, 2018, №4 (26), с.56-70
- «США в Афганистане: от военно-политической эйфории до дилеммы вывода войск». «Международная жизнь», №10, 2019
- «ШОС и БРИКС: возможности и перспективы сопряжения». «Вестник международных организаций», ВШЭ, 2019. Т.14. № 4.
- «События апреля 1978 года в Афганистане и последующий ввод советских войск: некоторые оценки событий и основных персонажей». «Российская история», №6 2019
- «Их миссии в Кабуле...» (к 100-летию установления дипломатических отношений между Россией и Афганистаном). Спецвыпуск  «История без купюр» журнала «Международная жизнь» за 2019 г.
- «Некоторые исторические основы внутреннего противостояния в Афганистане и перспективы его урегулирования». Журнал ВОСТОК (Orients). Афро-азиатские общества. № 2, 2020 (ISSN 08691908).
- «Большая политика и шедевры археологии» , журнал «Международная жизнь» № 12, 2020.
- "Россия и ШОС: некоторые базовые элементы взаимодействия". "Синяя книга ШОС. Двадцать лет Шанхайской организации сотрудничества: достижения и опыты", Китайская академия по международным проблемам, Китайский центр по изучению ШОС, 2021, с.219-228.
- "Талибский Афганистан: что дальше?", журнал "Международная жизнь" №1, 2022 (в соавторстве с О.Нессаром).
- "Олицетворять обаяние русского имени". Беседа Чрезвычайных и Полномочных Послов М.А.Конаровского и А.И.Кузнецова о доминантах дипломатической профессии, с участием В.В.Воротникова и А.Л.Чечевишникова // Международная аналитика. 2024. Том 15 (4). С. 21-39.
- Дорога в семь тысяч дней. Очерки истории и культуры Афганистана / М.А.Конаровский ; ответственный редактор А.Л.Чечевишников. Московский государственный институт международных отношений (университет) Министерства иностранных дел Российской Федерации, Институт международных исследований. - 2-е издание, исправленное и дополненное. - Москва, Издательский дом МГИМО, 2025. - 368, [1] С.: ил. - (Серия "Воспоминания дипломата").